# Sanicar
 (juin 2023).
La société Sanicar est une entreprise française d'aménagement de véhicules de secours sur véhicules utilitaires. La société a été créée en 1964 et fait partie, depuis 2001, du groupe Gruau.

## Histoire
En 1964, André Serafini, crée  la société Alpes Incendie qui a deux spécialités : la vente de matériel de sécurité et de protection et carrossiers constructeur de véhicules spéciaux et normalisés.
En 1977, l'entreprise s'installe sur la commune de Colombe dans l'Isère, entre Grenoble et Bourgoin-Jallieu. Lors de ce transfert, la société Alpes Incendie est splittée en deux départements nouveaux : 
- Sanicar : constructeur aménageur de véhicules de secours,
- Sairep : constructeur d'équipements de lutte contre l'incendie et de remorques.

En 1978, la société est vendue à Renault Véhicules Industriels.
En 1989, R.V.I. revend la société Sanicar à Chagan SA. et fusionne Sairep avec la société Camiva de Saint Alban Leysse Chambéry.
En 2001, le groupe Gruau rachète Sanicar et devient le premier acteur sur le marché français des véhicules de secours et d'assistance aux victimes (VSAV) et aux blessés (VSAB).
Actuellement, Sanicar transforme et équipe environ 500 véhicules par an, essentiellement civils mais aussi militaires. Les transformations effectuées ne concernent que les "fonctionnalités" du véhicule utilitaire utilisé en base, Les caractéristiques mécaniques ne sont jamais modifiées.